# Презіденті-Алвес
Презіденті-Алвес (порт. Presidente Alves) — муніципалітет в Бразилії, входить до складу штату Сан-Паулу. Є складовою частиною мезорегіону Бауру. Входить до економічно-статистичного мікрорегіону Бауру. Населення становить 4179 чоловік (станом на 2006 рік). Займає площу 288,570 км².
| Бразилія | Це незавершена стаття з географії Бразилії. Ви можете допомогти проєкту, виправивши або дописавши її. |

1. 1 2 3 4 5  OpenStreetMap — 2004.